# Jane Minor

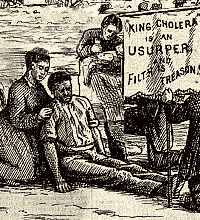
Cartel decimonónico sobre una epidemia de cólera. Jane Minor se emancipó debido a su trabajo como curandera durante una epidemia en Virginia en 1825.

Jane Minor (hacia 1792-1858), también conocida como Gensey (o Jensey) Snow, fue una esclava afroamericana curandera y emancipadora, una de las pocas documentadas en la historia de los Estados Unidos.

## Primeros años
Minor nació en la esclavitud como Gensey Snow en el Condado de Dinwiddie, Virginia. Trabajaba en la propiedad de Benjamin Harris May.

## Curandera y emancipadora
Minor "era una médica aparentemente muy habilidosa, una curandera con talento, alguien ante quienes los pacientes realmente respondían", según la historiadora Susan Lebsock. 
En 1825, una epidemia de fiebre amarilla golpeó Petersburg, Virginia, y muchas familias negras y blancas, se vieron afectadas. A raíz de su trabajo como curandera, Benjamin May concedió a Minor su libertad. En la escritura de manumisión, anota que liberó a Minor "por varios actos de mérito extraordinario en enfermería a riesgo inminente de su propia salud y seguridad, ejercitando la paciencia y atención más extraordinarias al vigilar las camas enfermas de varias personas de esta ciudad, así como en gracia a mi creencia de que en el futuro continuará... realizando actos similares...".
En 1826, conoció y se casó con Lewis Minor, un peón libre. Después de su emancipación y matrimonio, tomó el nombre de Jane Minor. El dinero que ganaba como practicante médica, normalmente 2 a 5 dólares por visita, le permitió adquirir y liberar al menos a dieciséis esclavos, algunos de los cuales costaban más de 2.000 dólares. En un caso, en julio de 1840, compró y liberó a una mujer mulata llamada Emily Smith y sus cinco hijos. En otro, el mismo mes y año, emancipó a otra amiga curandera, Phoebe Jackson. Lebsock dice que Minor fue el emancipador negro libre más activo en Petersburg, hombre o mujer.
Más de 30 años después de su manumisión, los periódicos de Petersburg emitían informes de las operaciones realizadas por médicos en "el hospital de la conocida enfermera Jinsey Snow". Ventosaterapia y sanguijuelas eran prácticas médicas estándares de aquel tiempo. Los investigadores han observado que los practicantes médicos esclavizados como Jane Minor a menudo traían hierbas y otros conocimientos médicos de África que eran entonces desconocidos en la América colonial temprana.